# GoonZu Online
GoonZu Online je multiplayerová hra na hrdiny (MMORPG), odehrávající se v rozsáhlém fantazijním světě, vytvořeném ve stylu anime. Pochází od korejské firmy nDoors. V mnoha ohledech se podobá hře Ragnarok Online, na rozdíl od ní má pouze 2D grafiku a také jinou licenční politiku – za stažení ani za hraní se nic neplatí.
Ve hře je kromě hry na hrdiny kladen velký důraz na ekonomický a politický systém. Hráči mohou volně nakupovat a prodávat předměty na tržišti v každém městě, mohou také vlastnit akcie a nemovitosti. Mohou si také volit své zástupce, kteří pak ovlivňují chod světa.
Hráči si mohou vybrat mezi povoláním válečníka nebo řemeslníka, a mohou si zvolit mezi několika různými zbraněmi. Také si mohou chytit a ochočit některou z příšerek, které pak lze použít v bitvách, anebo pořídit si koně nebo jiné zvíře pro rychlejší pohyb po mapě.

## Lidé ve hře
Hráči si mohou vybrat povolání válečníka, řemeslníka, obchodníka nebo politika.

## Zbraně

### Sečné
- Meč – rychlý a přesný, ale má menší účinnost
- Kopí – průměrná rychlost, přesnost i účinnost (nejvyváženější zbraň ve hře)
- Sekyra – má velkou sílu, ale je pomalá a nepřesná

### Střelné
- Luk – rychlá a dobrá zbraň na boj na dálku, ale potřebuje šípy
- Puška – silnější a pomalejší než luk, potřebuje kulky (spíše pro pokročilé hráče)

### Magické
- Kouzelná hůl – silná, ale pomalá zbraň, spotřebovává hodně magické síly postavy

## Protivníci
V této hře se bojuje proti rozmanité skupině příšerek a nestvůr, které se pohybují po světě a zpravidla neútočí první. Po poražení z nich s určitou pravděpodobností vypadnou nějaké předměty, které může hráč použít ve svůj prospěch, např. pro plnění questů, nebo je prodat na trhu.
Některé příšerky lze také ochočit, aby hráči pomáhaly při bitvách.

## Ekonomika
Hráči mohou vyrábět různé předměty a prodávat je přes trh jiným hráčům. To je jedna z význačných vlastností hry a také jeden z hlavních způsobů, jak vydělávat virtuální peníze. Vyrobené zbraně navíc mohou mít lepší útočné nebo obranné vlastnosti, než ty, které lze běžně dostat na trhu.

## Skilly
Propracovaný systém skillů (dovedností) je jedním ze základních prvků této hry, protože právě skilly určují, jakou bude mít postava ve hře roli. Na počátku hry každá postava dostane 10 skill-pointů, tedy jakýchsi „poukázek na získávání znalostí“. Znalosti se získávají četbou manuálů, které lze koupit na trhu, nebo od některých poražených nestvůr. S každou přečtenou knihou se počet skill-pointů snižuje o jeden. Další skill-pointy lze získat expováním postavy nebo pomocí speciální poukázky, kterou lze koupit na trhu.
Hráčova postava se může naučit následující dovednosti: výroba nebo používání zbraní a brnění, vaření, medicína, rybaření, dobývání nerostných surovin, zemědělství a další.

## Podpora pro nové hráče
Hráč si může vybrat pro svou postavu mentora, který mu může pomáhat při zvládání počátečních úskalí hry a dovede ho až na úroveň 20. Pomoc je nejčastěji ústní, ale protože mentor za ni dostává reputation-pointy a virtuální peníze, není výjimkou, že začátečníci dostávají také základní předměty.
Když nováčci dosáhnou úrovně 20, dostanou také 100 tisíc virtuálních peněz (Marble), a to bez ohledu na to, zda měli nebo neměli mentora.